# Изотов, Михаил Анатольевич
Михаил Анатольевич Изотов (6 мая 1965) — советский и российский футболист, нападающий, игрок в мини-футбол.

## Биография
В 1983 году провёл четыре матча во Второй лиге за «Строитель» Череповец. Следующие шесть лет играл за клуб КФК «Цементник» из посёлка городского типа Цементнозаводский в Коми АССР. В 1990—1991 годах выступал во второй низшей лиге за «Луч» Владивосток. 1992 год начал в Первой российской лиге в составе кемеровского «Кузбасса», вторую половину сезона провёл в команде третьей по силе лиге Германии «Функверк» Кёлледа, которая заняла последнее 17-е место в Оберлиге Северо-восточного немецкого футбольного союза «Юг». Изотов забил один гол в 12 матчах.
Вернувшись в Россию, играл за московские любительские клубы «Анна» (1993), «Молния-Кентавр» (1996), «Тимирязевец» (1997). В 1995 году провёл 33 матча, забил 4 гола за «Сатурн» Раменское во Второй лиге.
Также играл в чемпионате России по мини-футболу за команды «Смена» Воркута (1992/93), «Феникс» / «Челябинец» (1993/94 — 1997/98), «ГКИ-Газпром» Москва (1998/99), «Альфа» Екатеринбург (1999/2000 — 2000/01), «Сибиряк» Новосибирск (2001/02 — 2003/04, играющий тренер). В 1994 году играл за «Питтсбург Стингерс» США.
Сыграл три матча за сборную России по мини-футболу.